# Interflug
Interflug GmbH (německy Interflug Gesellschaft für internationalen Flugverkehr m. b. H.) byl mezi lety 1963 až 1990 východoněmecký národní letecký dopravce. Firma sídlila ve východním Berlíně a provozovala pravidelné i charterové lety nejen do evropských destinací, ale i mezi kontinenty ze své základny na letišti Berlín-Schönefeld se zaměřením na země RVHP. S následným znovusjednocením Německa společnost zanikla.